# أوسكار روخاس (لاعب كرة قدم تشيلي)
اوسكار روخاس (بالإسبانية: Óscar Rojas Giacomozz) (15 نوفمبر 1958 في تشيلي - ) هو مدرب كرة قدم ولاعب كرة قدم تشيلي في مركز الدفاع، شارك في كأس العالم 1982. وشارك مع منتخب تشيلي لكرة القدم. أما مع النوادي، فقد لعب مع كولو-كولو ونادي بويبلا ونادي موريليا الرياضي ونادي كونسيبسيون ‏.

## وصلات خارجية
- أوسكار روخاس على موقع قاعدة بيانات كرة القدم.إي يو (الإنجليزية)
- أوسكار روخاس على موقع ناشيونال فوتبول تيمز (الإنجليزية)
- أوسكار روخاس على موقع عالم كرة القدم.نت (الإنجليزية)